# Tournoi d'ouverture du championnat du Salvador de football 1998
Navigation
Saison précédente Saison suivante
Le Tournoi Apertura 1998 est le premier tournoi saisonnier disputé au Salvador.
C'est cependant la 48e fois que le titre de champion du Salvador est remis en jeu.
Ce tournoi étant le premier du genre, il n'y a pas eu de relégation ou de qualification pour une compétition européenne dans un premier temps. Cependant afin de valoriser ce tournoi et devant les problèmes d'organisation des tournois suivants, l'Alianza FC a eu le droit de participer à la Copa Interclubes UNCAF 2000 (en).
Lors de ce tournoi, le CD Luis Ángel Firpo a tenté de conserver son titre de champion du Salvador face aux neuf meilleurs clubs salvadoriens.
Chacun des dix clubs participant était confronté deux fois aux neuf autres équipes. Puis les deux meilleures se sont affrontés lors d'une finale à la fin du tournoi.
Seulement une place était qualificative pour la Copa Interclubes UNCAF.

## Les 10 clubs participants
| \| CD Águila CD Dragon Alianza FC CD Águila CD Dragon Club Deportivo FAS CD Municipal Limeño CD Luis Ángel Firpo CD Arabe Marte CD Santa Clara CD Sonsonate AD El Transito \| Localisation des clubs. |
| CD Águila CD Dragon Alianza FC CD Águila CD Dragon Club Deportivo FAS CD Municipal Limeño CD Luis Ángel Firpo CD Arabe Marte CD Santa Clara CD Sonsonate AD El Transito                               |

| Club                | Stade                        | Capacité          | Ville              |
| CD Águila           | Stade Juan Francisco Barraza | 10 000            | San Miguel         |
| Alianza FC          | Stade Cuscatlán              | 45 925            | San Salvador       |
| CD Dragon           | Stade Juan Francisco Barraza | 10 000            | San Miguel         |
| Club Deportivo FAS  | Stade Oscar Quiteño          | 15 000            | Santa Ana          |
| CD Municipal Limeño | Stade Jose Ramon Flores      | 5 000             | Santa Rosa de Lima |
| CD Luis Ángel Firpo | Stade Sergio Torres          | 5 000             | Usulután           |
| CD Arabe Marte      | Stade Cuscatlán              | 45 925            | San Salvador       |
| CD Santa Clara      | Stade inconnu                | Capicité inconnue | Santa Clara        |
| CD Sonsonate        | Stade Anna Mercedes Campos   | 8 000             | Sonsonate          |
| AD El Transito      | Stade Hanz Usko              | 3 000             | La Libertad        |

## Compétition
Le tournoi Apertura se déroule de la même façon que les championnats précédents, en deux phases :
- La phase de qualification : les dix-huit journées de championnat.
- La finale entre les deux premiers du classement.

### Phase de qualification
Lors de la phase de qualification les dix équipes affrontent à deux reprises les neuf autres équipes selon un calendrier tiré aléatoirement.
Les deux meilleures équipes sont qualifiées pour la finale.
Le classement est établi sur le barème de points classique (victoire à 3 points, match nul à 1, défaite à 0).
Le départage final se fait selon les critères suivants :
- Le nombre de points.
- Match d'appui si une qualification est en jeu.
- La différence de buts générale.
- Le nombre de buts marqué.

#### Classement
| Rang | Équipe                  | Pts | J  | G | N | P | Bp | Bc | Diff |
| ---- | ----------------------- | --- | -- | - | - | - | -- | -- | ---- |
| 1    | Alianza FC              | 28  | 18 |   |   |   |    |    |      |
| 2    | CD Luis Ángel Firpo (T) | 27  | 18 |   |   |   |    |    |      |
| 3    | Club Deportivo FAS      | 26  | 18 |   |   |   |    |    |      |
| 4    | CD Águila               | 26  | 18 |   |   |   |    |    |      |
| 5    | CD Municipal Limeño     | 23  | 18 |   |   |   |    |    |      |
| 6    | CD Dragon               | 22  | 18 |   |   |   |    |    |      |
| 7    | CD Arabe Marte          | 21  | 18 |   |   |   |    |    |      |
| 8    | CD Sonsonate            | 18  | 18 |   |   |   |    |    |      |
| 9    | AD El Transito          | 14  | 18 |   |   |   |    |    |      |
| 10   | CD Santa Clara (P)      | 13  | 18 |   |   |   |    |    |      |

| Légende : Qualifications et relégations | Légende : Qualifications et relégations                  |
| --------------------------------------- | -------------------------------------------------------- |
|                                         | Qualifié pour la finale                                  |
|                                         | (T) : Tenant du titre (P) : Promu de la saison 1997-1998 |

### Finale
| 27 décembre 1998 | Alianza FC         | 1:0   | CD Luis Ángel Firpo | Stade Cuscatlán |  |
|                  | Rodrigo Osorio 86e | (0:0) |                     |                 |  |

## Bilan du tournoi
| Tableau d'Honneur     |            |
| Compétition           | Vainqueur  |
| Tournoi Apertura 1998 | Alianza FC |

| Qualifications continentales 1999-2000 |            |
| Copa Interclubes UNCAF                 | Qualifiés  |
| Phase de groupes (en)                  | Alianza FC |